# Nordlig kryptolav
Nordlig kryptolav (Absconditella celata) är en lavart som beskrevs av Döbbeler & Poelt. Nordlig kryptolav ingår i släktet Absconditella och familjen Stictidaceae.  Arten är reproducerande i Sverige. Inga underarter finns listade i Catalogue of Life.